# Cattedrale metropolitana di Sant'Anna
La cattedrale metropolitana di Sant'Anna  è la cattedrale dell'arcidiocesi di Caracas, in Venezuela. Si trova in piazza Bolívar. La sua cappella della Santissima Trinità è il luogo di sepoltura dei genitori e della moglie di Simón Bolívar.
La Nuestra Senora de Venezuela y Santa Ana è una piazza situata tra la cattedrale e la piazza centrale, che è circondata da mura su tre lati, ma aperta a est, di fronte alla cattedrale.

## Storia
La prima costruzione della chiesa in questo luogo, avvenuta nella metà del XVII secolo, era una cappella con pareti di fango e dedicata a san Giacomo, che andò distrutta durante il terremoto del 1641. Da allora l'edificio è andato soggetto a ricostruzione, restauri e ampliamenti. La prima ricostruzione della cattedrale, che sostituì la vecchia chiesetta, ebbe inizio nel 1666 sotto Juan de Medina e comportò anche l'aggiunta di una torre campanaria. La ricostruzione terminò nel 1674. La facciata, iniziata nel 1771, è opera di Francisco Andrés de Meneses. L'edificio subì ancora danni a causa dei terremoti del 1766 e del 1812. Alle 4 pomeridiane del Giovedì santo, il 26 marzo 1812, un terremoto di magnitudo 7,7 della scala Richter colpì Caracas. Devoti si riunirono in gran numero quando il terremoto colpì. La cattedrale si sgretolò, uccidendo qualche persona e ferendone parecchie. I preti spiegarono il fenomeno come l'ira di Dio per la rivolta di Francisco de Miranda e i parrocchiani devoti furono concordi anche se Simón Bolívar raccomandò la gente a non cedere al panico trattandosi di un fenomeno naturale come il terremoto.
Dopo il terremoto una delle torri rimase danneggiata e successivamente fu ridotta in dimensioni. Nel 1866 fu costruito un frontespizio sulla facciata. Nella cattedrale vi sono alcune cripte, la più importante delle quali e quella dei Bolivar, che ospita le salme dei genitori di Simon Bolivar e della moglie. I resti di Simón Bolívar rimasero anch'essi ivi custoditi dal 1842 fino al 1876, quando furono solennemente traslati nel Pantheon Nazionale, cinque isolati più a nord.
Nel 1932 e nel corso degli anni 1960 la cattedrale subì restauri e modifiche. Juan Bautista Plaza funse da maestro di cappella e organista fino al 1948. Nel 1974 fu pubblicato il registro parrocchiale dei matrimoni nella cattedrale per il periodo 1615–1831 dall'"Instituto Venezolano de Genealogia".

## Architetture e arredi

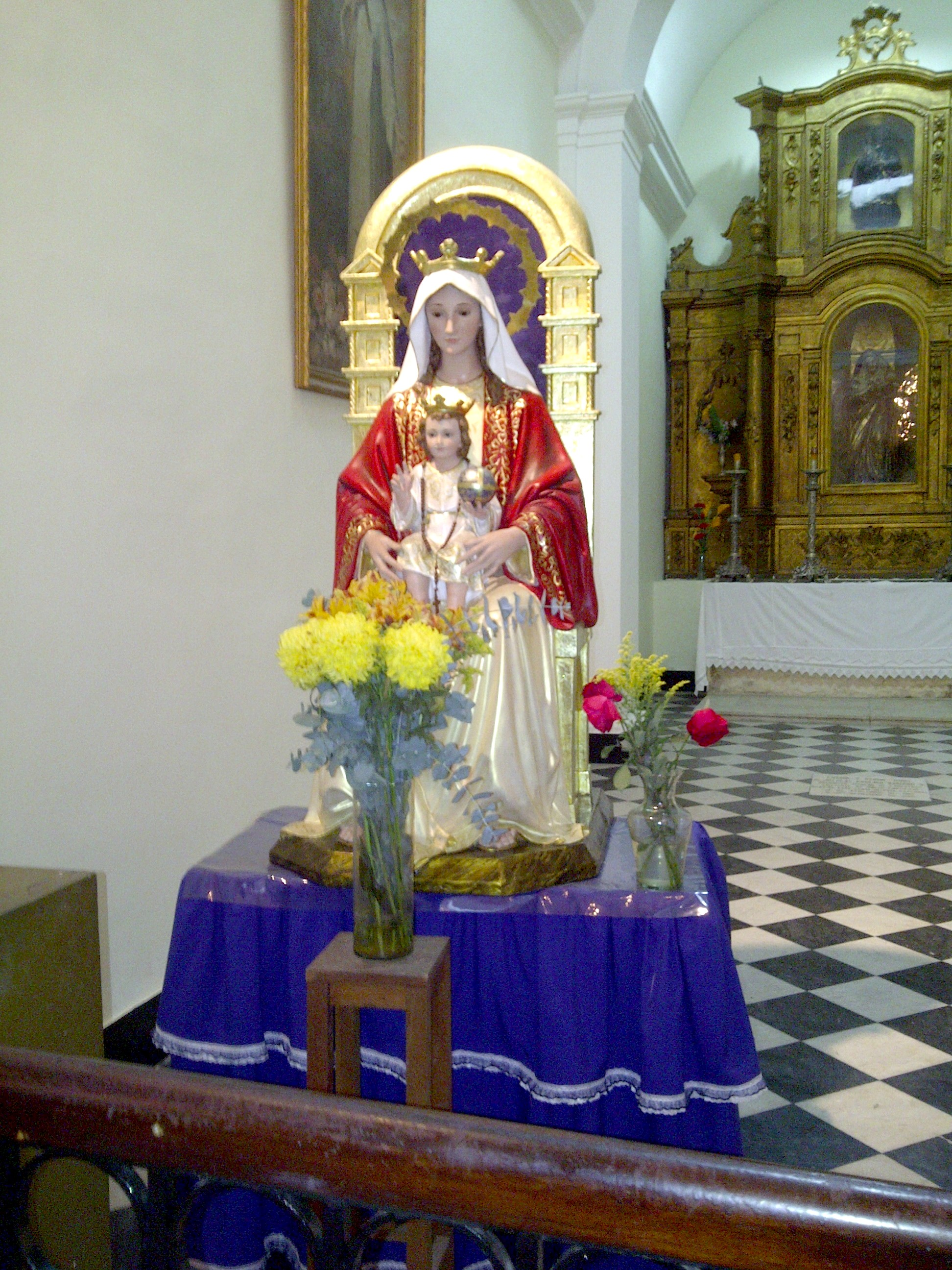
Statua della Vergine di Coromoto

La struttura è in pietra con tetto a tegole. Sostenuta da 24 pilastri disadorni, essa misura 82 metri per 25.
Nel 1812, fu notato che il campanile in mattoni conteneva l'unico orologio pubblico della città a quel tempo.
L'impianto romanico consiste di cinque navate: una centrale e due laterali da entrambi i lati, che rendono ampio l'interno. La navata centrale è separata da quelle laterali da 32 colonne ottagonali con capitelli compositi che sostengono archi a tutto sesto; le colonne sono state restaurate nel XIX secolo
L'altar maggiore e le pale d'altare si trovano all'interno del presbiterio, situati al fondo della navata centrale. Gli altari sono decorati e le cappelle laterali elaborate nell'aspetto. L'altare sporgente nella cattedrale è della famiglia Bolivar e si trova al centro, sulla navata destra, e ha una scultura moderna di Simon Bolívar dal titolo El Libertador (Il Liberatore). Vi è anche un altare colorato nella parte posteriore della cattedrale.
L'organo fu fabbricato nel 1711 dall'immigrato francese Claudio Febres. Uno dei fonti battesimali che sono stati posti nella cattedrale è stato utilizzato per battezzare Simón Bolívar, il liberatore del Venezuela, ed ora si trova nel cortile della casa natale di Bolívar. L'arte sacra nella cattedrale contiene, fra gli altri, La Resurrezione, di Rubens, la Presentazione della Vergine, di Bartolomé Esteban Murillo e L'Ultima Cena, un'opera incompiuta del pittore venezuelano Arturo Michelena.